# Notoplax mariae
Notoplax mariae är en blötdjursart som först beskrevs av Webster 1908.  Notoplax mariae ingår i släktet Notoplax och familjen Acanthochitonidae. Inga underarter finns listade i Catalogue of Life.